# Баче-Мокре
Баче-Мокре (пол. Bacze Mokre) — село в Польщі, у гміні Замбрув Замбровського повіту Підляського воєводства.
Населення — 131 особа (2011).
У 1975-1998 роках село належало до Ломжинського воєводства.

## Демографія
Демографічна структура станом на 31 березня 2011 року:
|          | Загалом | Допрацездатний вік | Працездатний вік | Постпрацездатний вік |
| -------- | ------- | ------------------ | ---------------- | -------------------- |
| Чоловіки | 58      | 15                 | 38               | 5                    |
| Жінки    | 73      | 21                 | 37               | 15                   |
| Разом    | 131     | 36                 | 75               | 20                   |